# Neustädter Kreis
De Neustädter Kreis was een administratieve eenheid in het keurvorstendom Saksen.
in 1566 werd de Rijksacht uitgesproken tegen hertog Johan Frederik II van Saksen wegens zijn steun aan de roofridder Willem van Grumbach. De hertog werd door een leger van de keurvorst van Saksen gevangengenomen. Om de kosten van de voltrekking van de Rijksacht te kunnen betalen, kreeg de keurvorst van Saksen de ambten Weida, Ziegenrück, Arnshaug en Sachsenburg als garantie. Deze ambten vormde de "Assekurierten" ambten. De zich in gevangenschap bevindende hertog werd vervangen door zijn broer Johan Willem van Saksen-Weimar. Nadat ook deze een confrontatie met de keizer was aangegaan in 1570, kwamen de 4 ambten in 1571 definitief aan het keurvorstendom. Sachsenburg ging deel uitmaken van de Thüringer Kreis en de overige drie gingen in 1588 administratief de zesde kreis vormen van het keurvorstendom onder naam Neustädter Kreis.
Van 1656 tot 1718 maakte de kreis deel uit van Saksen-Zeitz.
De Neustädter Kreis bestond omstreeks 1780 uit de volgende 3 ambten:
- Arnshaugk met Triptis
- Weida met Mildenfurth
- Ziegenrück

Het Congres van Wenen voegde in 1815 ongeveer de helft van het koninkrijk Saksen bij het koninkrijk Pruisen. Hierdoor viel de gehele Kreits aan Pruisen. Pruisen stond de Kreis in 1816 grotendeels af aan het groothertogdom Groothertogdom Saksen-Weimar-Eisenach. Ziegenrück blijft Pruisisch en wordt deel van de nieuwe provincie Saksen. In 1944 werd Ziegenrück bij Thüringen gevoegd.